# Robert Flieder
Robert Flieder (25. května 1883 Pacov – 16. srpna 1957 Praha) byl český právník, soudce, diplomat a vyslanec Československa, člen Maffie, organizace tzv. Prvního československého odboje okolo Tomáše Garrigue Masaryka. Patřil mezi nejvýznamnější a nejvíce vytížené vyslance První československé republiky. Byl členem Československé strany národně socialistické.

## Život

### Mládí
Narodil se v Pacově v rodině místního soudce. V dětství se rodina kvůli otcově zaměstnání přestěhovala do Prahy, kde Robert Flieder vychodil vinohradské gymnázium. Následně vystudoval Právnickou fakultu Karlo-Ferdinandovy univerzity a získal titul JUDr.. Zde byl členem univerzitního spolku Všehrd, v letech 1904 až 1905 působil jako jeho předseda. Složil soudcovské zkoušky. V dalších letech usiloval o dráhu vysokoškolského pedagoga, rovněž pracoval jako magistrátní úředník Královského hlavního města Prahy. Oženil se s Miladou Veselou, dcerou Františka Veselého, pozdějšího ministra spravedlnosti ČSR.

### Československo
Jakožto český vlastenec se po vypuknutí první světové války zapojil rovněž do činnosti okruhu tajné organizace Maffie a Český svaz, která podporovala zahraniční aktivity exilové skupiny kolem profesora Tomáše Garrigue Masaryka, Edvarda Beneše a Milana Rastislava Štefánika zasazujících se o vznik samostatného Československa. Po vzniku Československa 28. října 1918 začal pracovat v kanceláři československého plnomocníka ve Vídni Vlastimila Tusara, de facto vyslance Československa v Rakousku ještě předtím, než Rakousko uznalo nezávislost Československa. Po Tusarově nominaci ministerským předsedou pak Flieder vedl až do prosince 1921 tamní úřad v pozici chargé d´affaires.

### Vyslanec
Posléze se stal kariérním diplomatem při rezortu ministerstva zahraničních věcí ČSR řízeného Edvardem Benešem. Absolvoval vyslaneckou misi ve Švýcarsku, kde současně od března 1922 působil jako první stálý delegát ČSR ve Společnosti národů v Ženevě. V letech 1924 až 1927 byl vyslancem v Polsku, s přidanou akreditací pro Lotyšsko a Estonsko, následně působil jako vyslanec ve Švédsku, s přidanou akreditací pro Norsko a Litvu. V letech 1930 až 1933 působil jako vyslanec v Jugoslávii, v době etablující se diktatury krále Alexandra I. Od července 1935 působil jako vyslanec ve Španělsku, s přidanou akreditací pro Portugalsko, kde byl nucen řešit agendu probíhající španělské občanské války. Počátkem roku 1938 se po přerušení diplomatických vztahů se Španělskem přesunul do St. Jean de Luz v jižní Francii, odkud byl záhy odvolán do Prahy. Následně roku 1939 odešel do diplomatické penze.

### Po roce 1939
V době okupace Československa během druhé světové války se zapojil do aktivit protinacistického odboje. Od roku 1944 byl, jakožto příslušník předválečné garnitury, společně s ostatními diplomaty a manželkou vězněn v pevnosti Terezín, později pak na pražské Jenerálce.
Po únoru 1948 byl jako politicky nepohodlný soustavně odmítán s žádostmi o zaměstnání. V závěru života se potýkal s těžkou nemocí.

### Úmrtí
Robert Flieder zemřel 16. srpna 1957 v Praze ve věku 74 let.